# Sagmatocythere gombosi
Sagmatocythere gombosi är en kräftdjursart som beskrevs av Brouwers 1993. Sagmatocythere gombosi ingår i släktet Sagmatocythere och familjen Loxoconchidae. Inga underarter finns listade i Catalogue of Life.